# سفارت آلمان در کیشیناو
سفارت آلمان در Chișinău (به لاتین: Embassy of Germany) یک منطقهٔ مسکونی و نمایندگی سیاسی این کشور در مولداوی است که در کیشیناو واقع شده‌است.